# Tichý rybník
Tichý rybník se nalézá asi 3 km severozápadně od centra města Lázně Bohdaneč. V bezprostřední blízkosti tohoto rybníka se nalézají další rybníky - Dolní Jílovky a Skříň.
Tichý rybník je jedním z nejmladších rybníků v okolí. Byl založen po roce 1919 spolu s rybníkem Udržal na pozemcích bývalého panství barona Richarda Drascheho z Wartinberka po proběhlé pozemkové reformě.
Rybník je v současnosti využíván pro chov ryb. Spolu s přilehlými rybníky Dolní Jílovky, Horní Jílovky, Rozhrna a Skříň tvoří významnou ornitologickou oblast vodního ptactva. Po hrázi Tichého rybníka prochází naučná stezka Pernštejnskými rybníky, která seznámí návštěvníky s historií a současností zdejšího rybníkářství a s rozmanitostí přírodních krás.

## Galerie

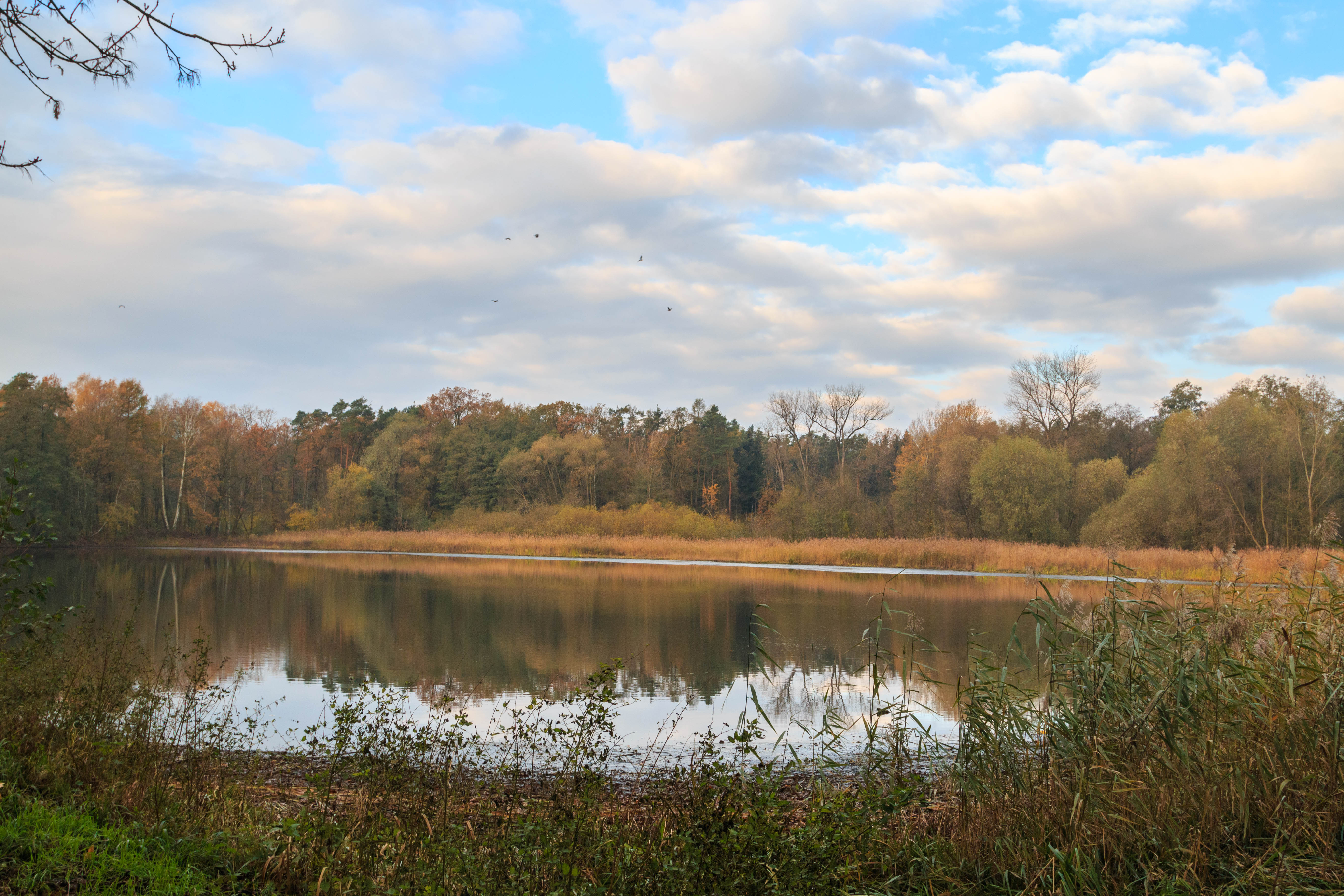
Tichý rybník
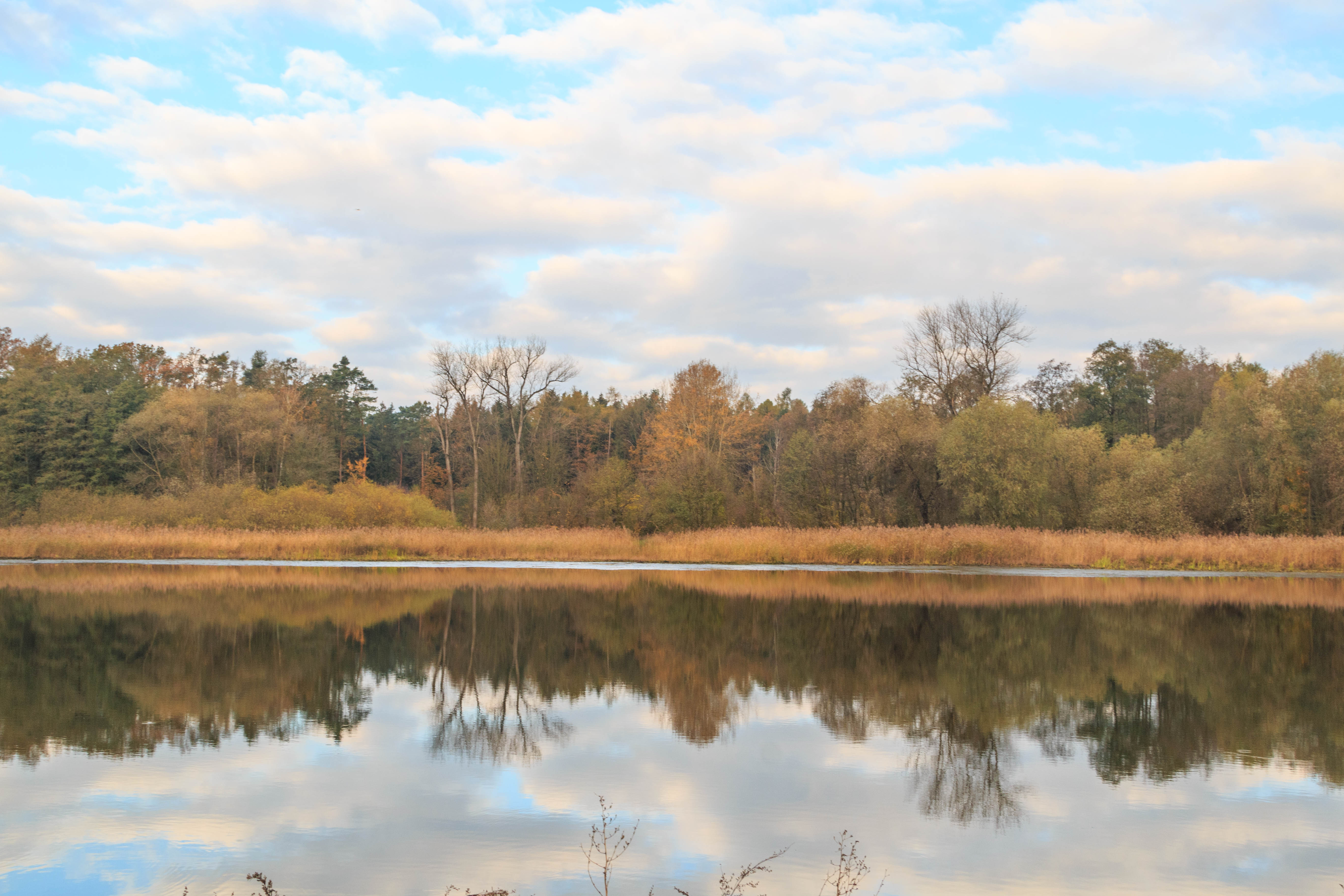
Tichý rybník
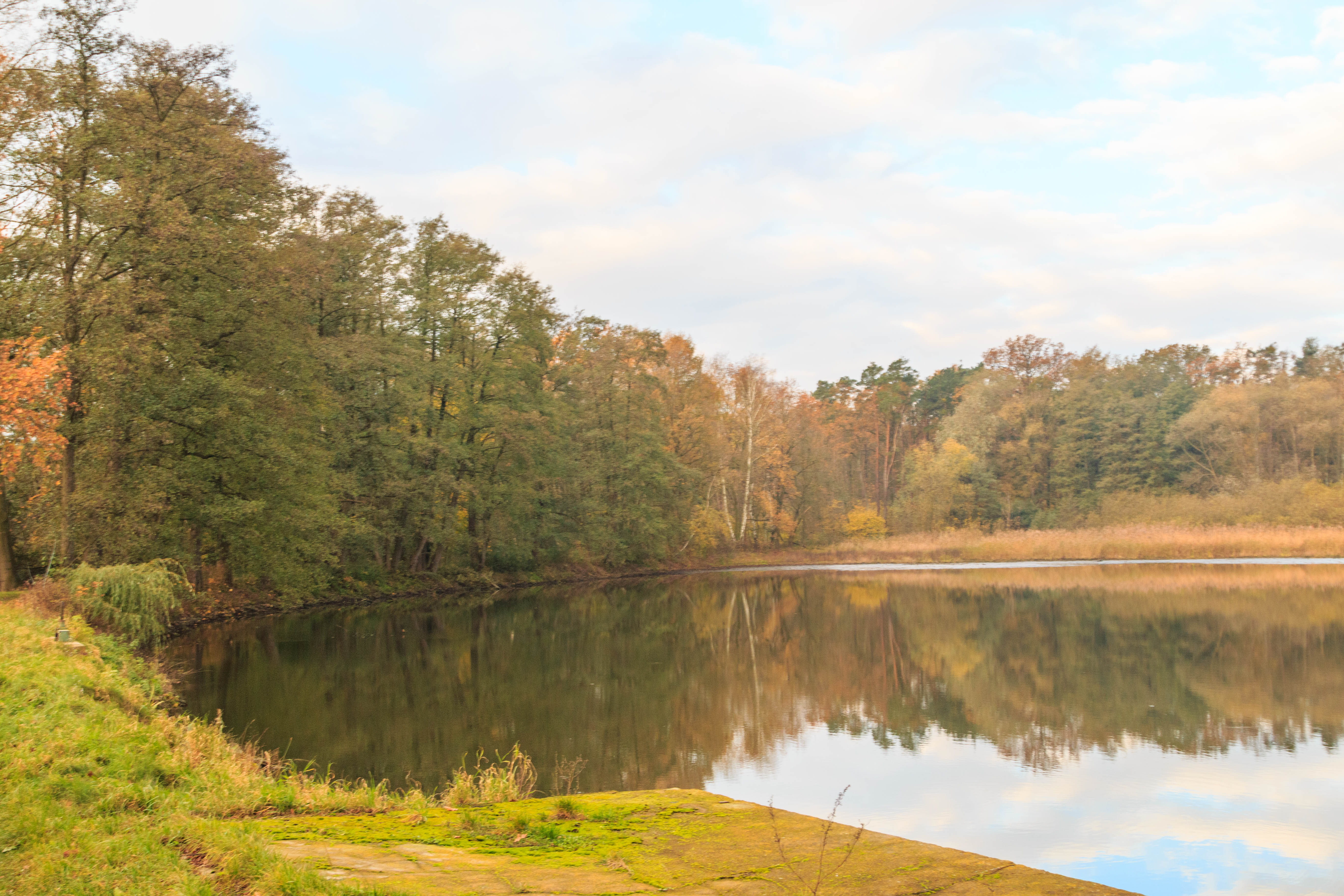
Tichý rybník
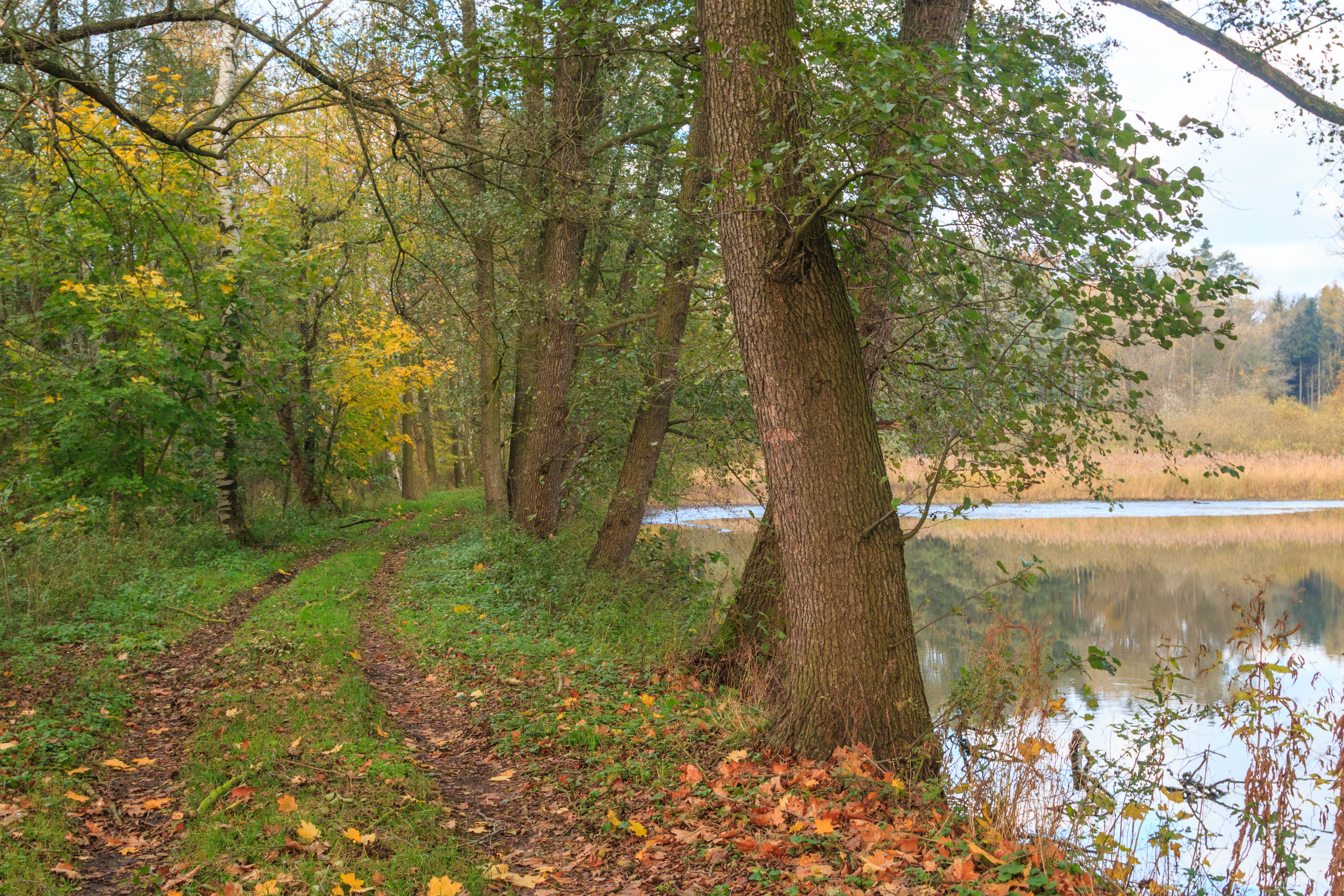
Tichý rybník